# Sumanya Purisai
Sumanya Purisai (tiếng Thái: สุมัญญา ปุริสาย; sinh ngày 5 tháng 12 năm 1986) là một cầu thủ bóng đá người Thái Lan thi đấu ở vị trí tiền vệ tấn công cho câu lạc bộ Giải bóng đá Ngoại hạng Thái Lan Uthai Thani.

## Sự nghiệp câu lạc bộ
Purisai thi đấu cho Osotsapa ở vòng bảng Giải vô địch bóng đá các câu lạc bộ châu Á 2007, ghi 1 bàn thắng. Purisai chuyển đến Buriram FC năm 2011, và giành chức vô địch Thai Division 1 League 2011 cùng với đội bóng. Sau đó anh chuyển đến Buriram United FC, với kì vọng lớn dành cho anh ở Buriram United. Anh không thành công với Buriram United, nên chuyển đến Chainat Hornbill. Purisai nằm trong đội hình xuất phát của Chainat Hornbill, và anh đã có lại sự tự tin ở Chainat Hornbill. Anh tiếp tục có màn trình diễn tốt ở Chainat Hornbill. Giải bóng đá Ngoại hạng Thái Lan 2013 là năm mà Purisai đóng góp nhiều bàn thắng và pha kiến tạo cho Chainat Hornbill.

## Sự nghiệp quốc tế
Anh thi đấu cho Đội tuyển bóng đá U-23 quốc gia Thái Lan tại Đại hội Thể thao Đông Nam Á 2009.
Anh ghi bàn từ một quả phạt đền không chính thức trước Denmark League XI ở Cúp Nhà vua Thái Lan 2012.
Anh là thành viên của Giải vô địch bóng đá Đông Nam Á 2012, và anh thay cho Datsakorn Thonglao sau khi Datsakorn dính chấn thương trong giải đấu.

### Quốc tế
Tính đến 16 tháng 1 năm 2023
| Đội tuyển quốc gia | Năm  | Số trận | Bàn thắng |
| ------------------ | ---- | ------- | --------- |
| Thái Lan           | 2012 | 9       | 0         |
| Thái Lan           | 2013 | 2       | 0         |
| Thái Lan           | 2018 | 7       | 0         |
| Thái Lan           | 2019 | 2       | 0         |
| Thái Lan           | 2021 | 1       | 0         |
| Thái Lan           | 2022 | 4       | 0         |
| Thái Lan           | 2023 | 4       | 1         |
| Thái Lan           | Tổng | 29      | 1         |

### Bàn thắng quốc tế
Bàn thăng và kết quả của Thái Lan được để trước.
| #  | Ngày               | Địa điểm                                       | Đối thủ   | Bàn thắng | Kết quả | Giải đấu     |
| -- | ------------------ | ---------------------------------------------- | --------- | --------- | ------- | ------------ |
| 1. | 2 tháng 1 năm 2023 | Sân vận động Thammasat, Pathum Thani, Thái Lan | Campuchia | 3–1       | 3–1     | AFF Cup 2022 |

## Danh hiệu

### Câu lạc bộ
Buriram
- Thai Division 1 League (1): 2010